# Noé (Alta Garonna)
Noé è un comune francese di 2 635 abitanti situato nel dipartimento dell'Alta Garonna nella regione dell'Occitania.

## Società

### Evoluzione demografica
Abitanti censiti